# بورا أوزتورك
بورا أوزتورك (بالتركية: Bora Öztürk)‏ هو مدرب كرة قدم ولاعب كرة قدم تركي في مركز الهجوم، ولد في 20 مايو 1955 في إسطنبول في تركيا، وتوفي بنفس المكان في 6 أغسطس 1997 بسبب سرطان. شارك مع منتخب تركيا لكرة القدم. أما مع النوادي، فقد لعب مع آلتاي إزمير وأضنة سبور وأنطاليا سبور ونادي بشكتاش.

## وصلات خارجية
- بورا أوزتورك على موقع اتحاد تركيا (لاعب) (الإنجليزية)
- بورا أوزتورك على موقع قاعدة بيانات كرة القدم.إي يو (الإنجليزية)